# なごや生物多様性センター

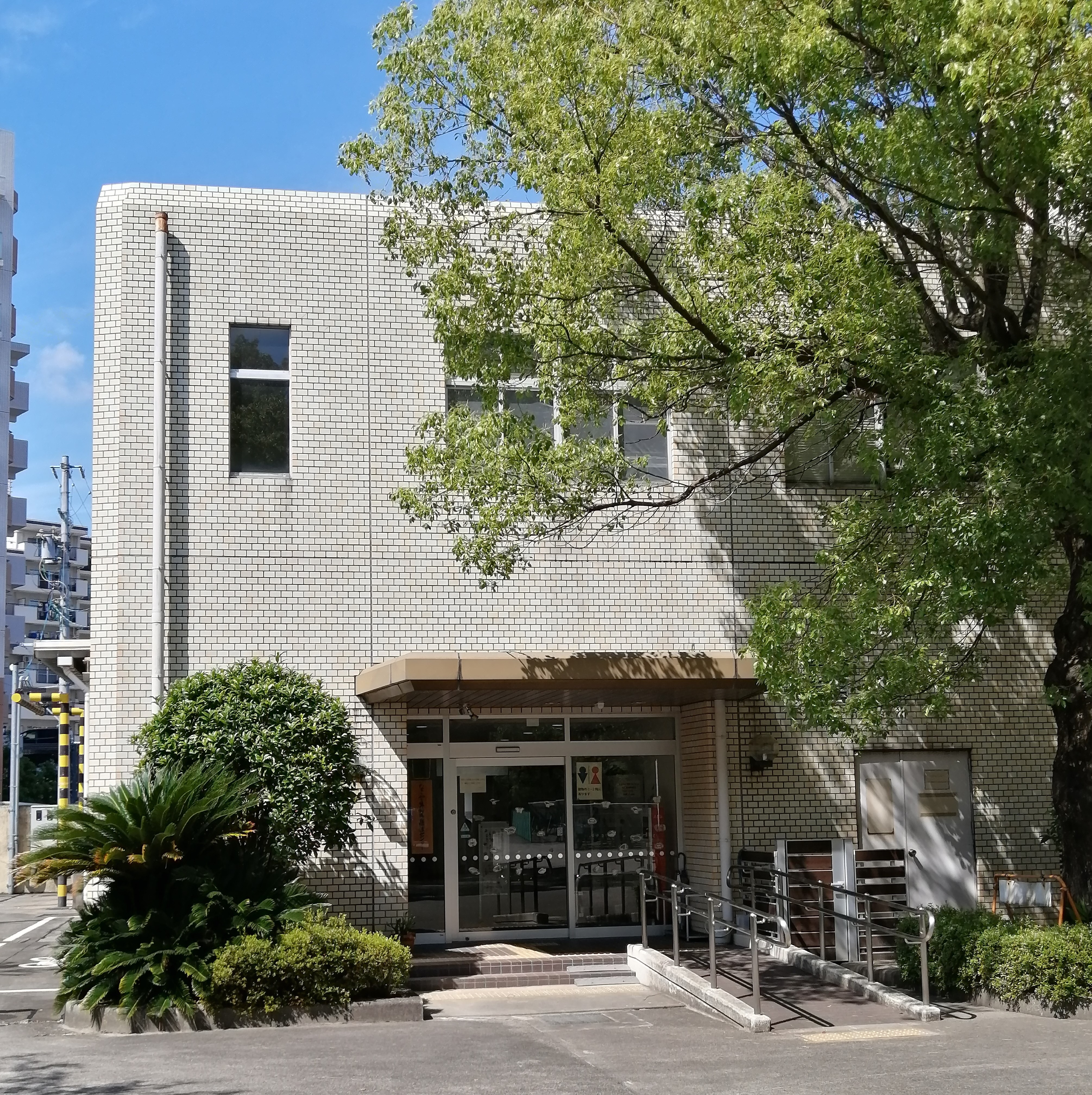
なごや生物多様性センター

なごや生物多様性センター（なごやせいぶつたようせいセンター）は、名古屋市天白区元八事にある名古屋市の施設。

## 概要
2010年（平成22年）に名古屋市熱田区の名古屋国際会議場において開催された第10回生物の多様性に関する条約締約国会議（COP10）に関連して、名古屋市として「なごやの生きものに関する情報を次世代へ伝えるために収集し、発信するとともに、なごやの身近な自然の調査・保全活動を推進する」ことを目的に設立した生物の多様性に関する施設である。2011年（平成23年）3月をもって廃止された名古屋市環境局天白中継所の建物を改装工事の上、2012年（平成24年）3月に「なごや生物多様性センター」として設置された。
センターにおいては上記の目的を達するため、生物に関する情報集積、調査保全活動の実施、組織連携を進めている。
| 2階 | 作業室、会議室、資料室、資機材等保管スペース |
| 1階 | 事務室、資機材・標本・資料保管スペース       |

### WEB
1. 1 2 3 4 5  名古屋市環境局環境企画部環境企画課生物多様性の保全担当 (2019年4月27日). “なごや生物多様性センター”.   名古屋市. 2019年5月8日閲覧。